# Vermand
Vermand ist eine französische Kleinstadt mit 1.102 Einwohnern (Stand: 1. Januar 2022) im Département Aisne in der Region Hauts-de-France; sie gehört zum Arrondissement Saint-Quentin und zum Kanton Saint-Quentin-1. Die Einwohner werden Vermandois genannt.

## Geografie
Die Stadt Vermand liegt an der Grenze zum Département Somme, etwa elf Kilometer westnordwestlich von Saint-Quentin am Fluss Omignon. Nachbargemeinden von Vermand sind Vendelles im Norden, Maissemy im Osten, Holnon im Südosten, Attilly im Süden, Caulaincourt im Südwesten und Westen, Pœuilly im Westen sowie Bernes im Nordwesten.

## Geschichte
Es ist eine Siedlung seit der Jungsteinzeit nachgewiesen. Der keltische Stamm der Viromanduer begründete hier seinen Hauptort. Später verlegten die Römer diesen Siedlungsplatz nach Südosten und gründeten die Augusta Viromanduorum, das heutige Saint-Quentin. Mit dem Ende des gallischen Krieges, 52 vor Christi Geburt, waren die Viromanduer als Stamm weitgehend in den umgebenden Völkerschaften eingegangen.

### Bevölkerungsentwicklung
| Jahr                       | 1962 | 1968 | 1975 | 1982 | 1990 | 1999 | 2006 | 2013 | 2022 |
| Einwohner                  | 998  | 1135 | 1165 | 1163 | 1118 | 1069 | 1044 | 1076 | 1102 |
| Quellen: Cassini und INSEE |      |      |      |      |      |      |      |      |      |

## Sehenswürdigkeiten
- Kirche Sainte-Marguerite
- Kapelle Les Saints Cœurs de Jésus et de Marie in Villecholles
- Mühlenmuseum
- Wasserturm
- Archäologische Fundstätten
  - Neolithischer Siedlungsplatz
  - Oppidum der Viromanduer
  - Frühmittelalterliche Nekropole aus dem 5./6. Jahrhundert

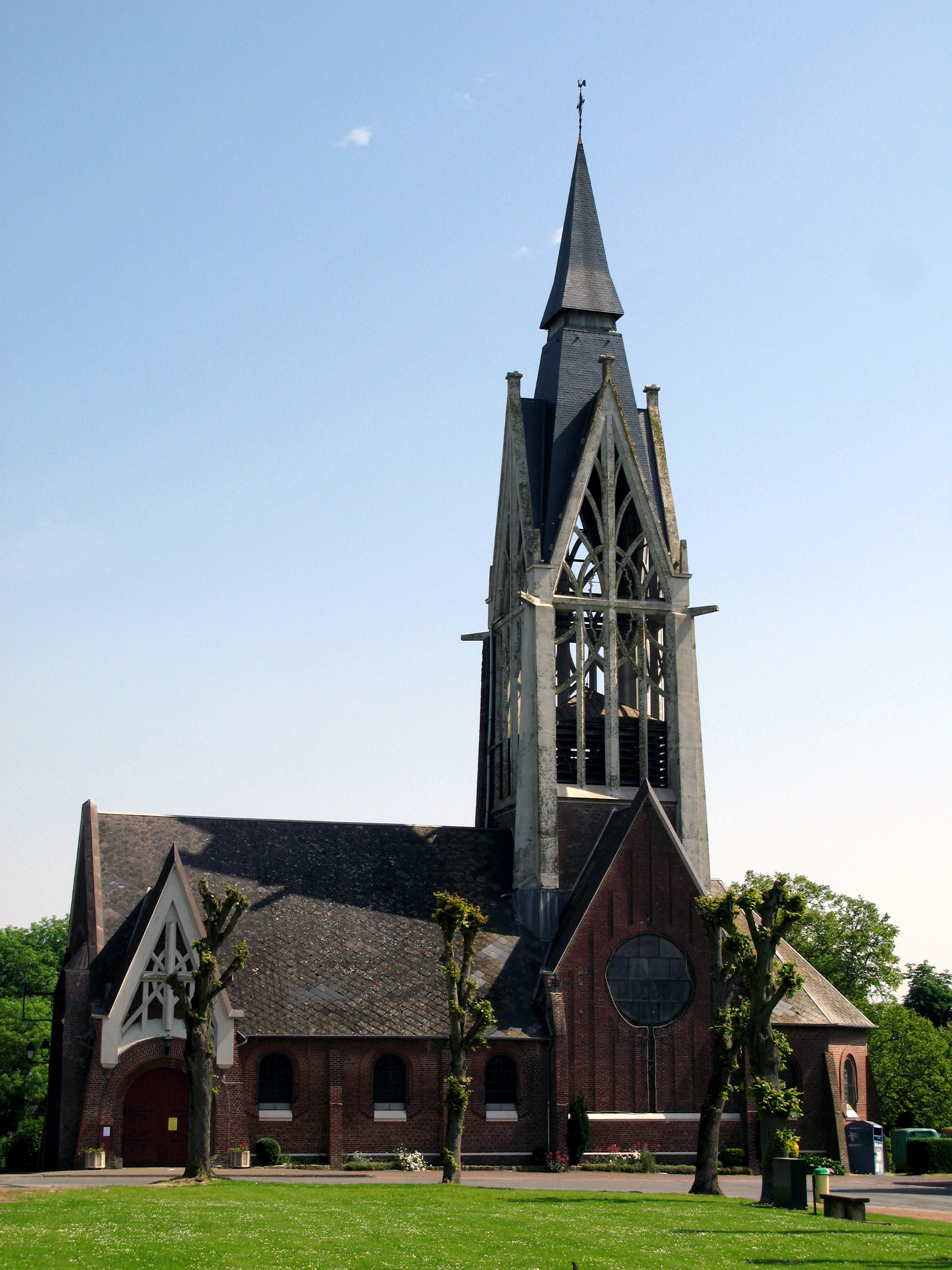
Kirche Sainte-Marguerite
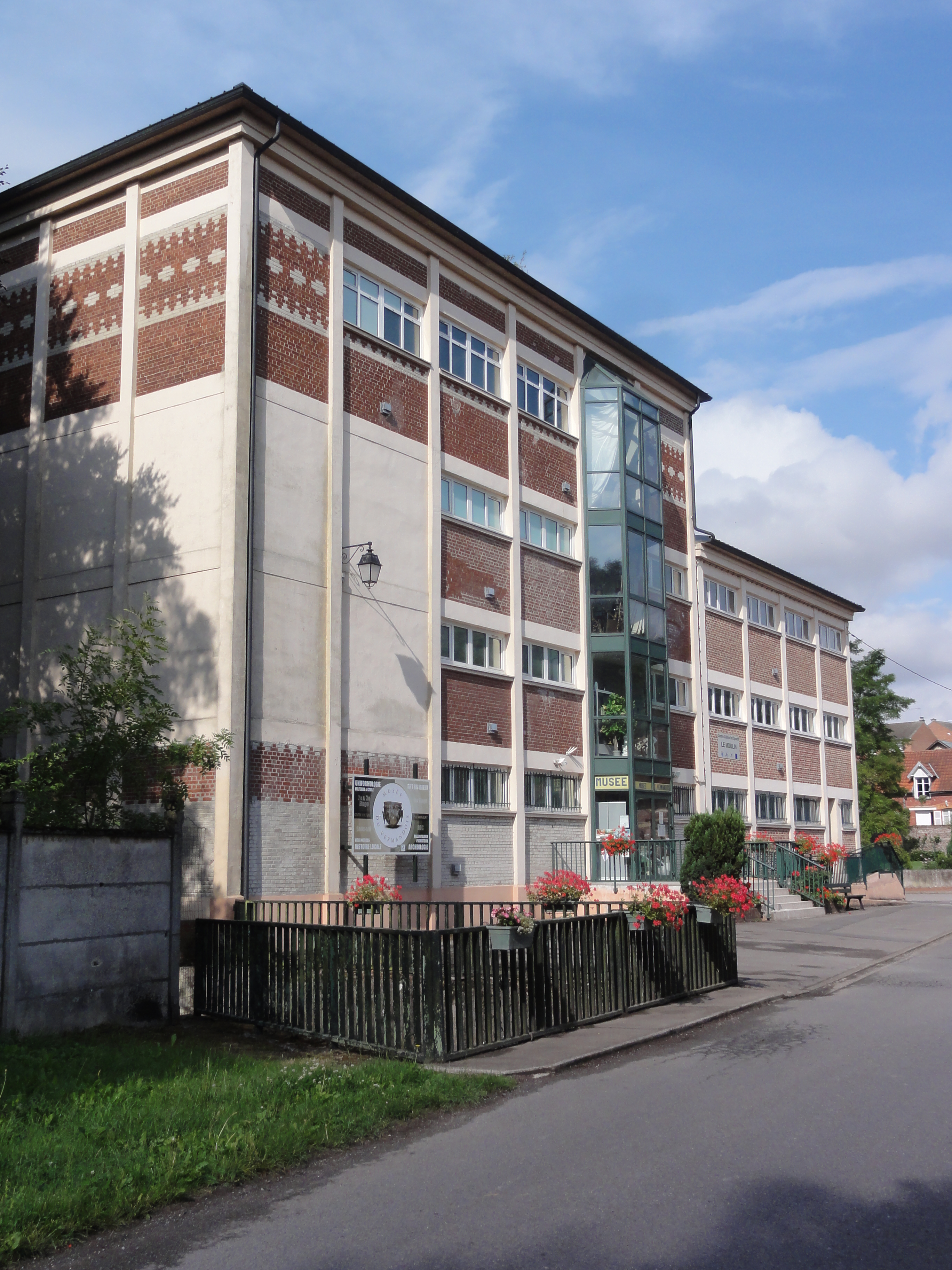
Mühlenmuseum
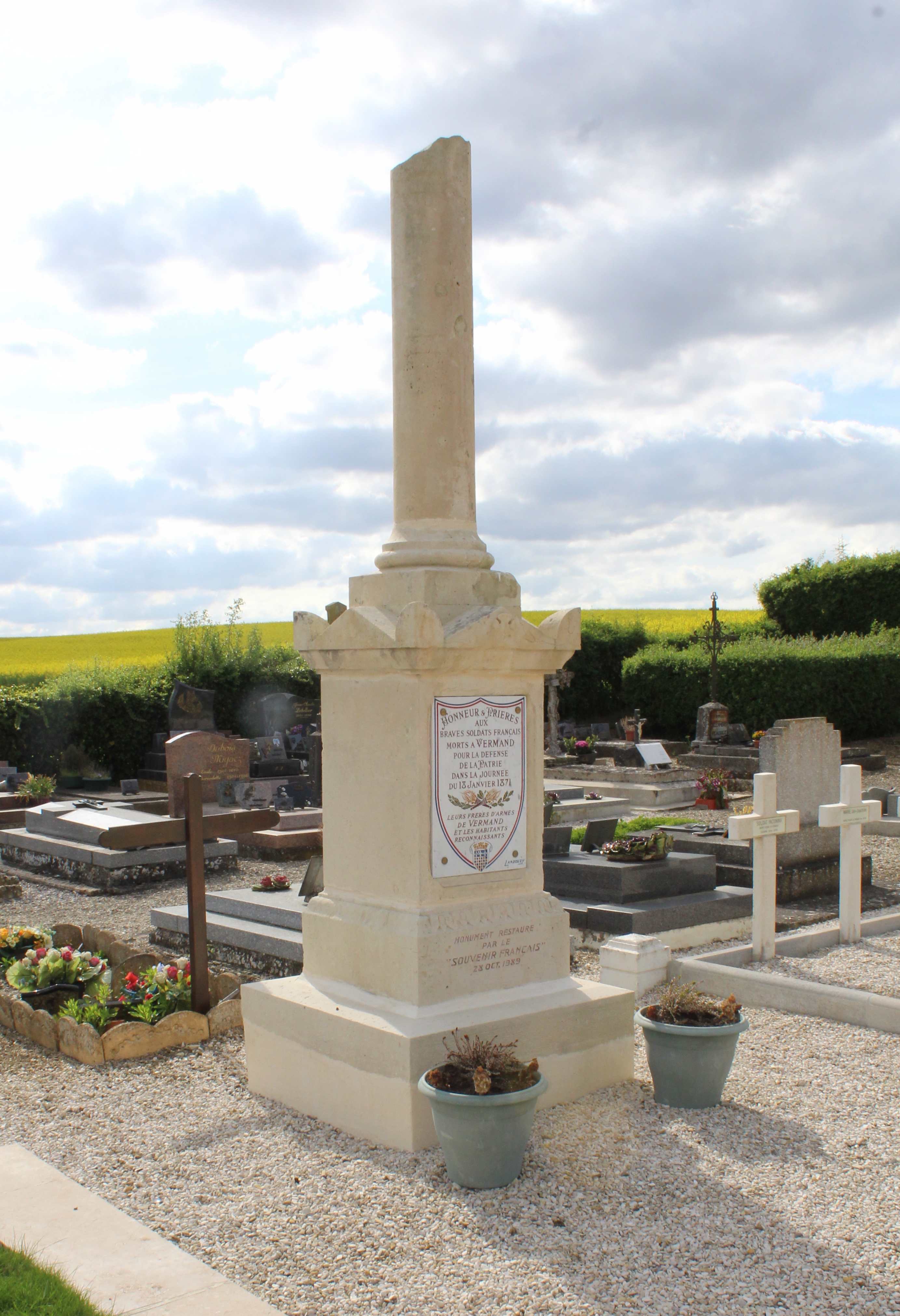
Gefallenendenkmal